# Spirit in the Sky (Norman Greenbaum)

Spirit in the Sky è un singolo di Norman Greenbaum del 1969.
Nel 1986 è stata fatta una cover dai Doctor & the Medics.

## La versione di Norman Greenbaum
Spirit in the Sky fa diversi riferimenti religiosi a Gesù, sebbene lo stesso Greenbaum sia ebreo. In un'intervista del 2006 con il New York Times, Greenbaum ha detto a un giornalista di essere stato ispirato a scrivere la canzone dopo aver visto Porter Wagoner cantare una canzone gospel in TV. Greenbaum ha detto: "Ho pensato, 'Sì, potrei farlo', non sapendo nulla della musica gospel, quindi mi sono seduto e ho scritto la mia canzone gospel. È stato facile. Ho scritto le parole in 15 minuti."
La canzone è stata certificata con disco d'oro nel Regno unito e negli Stati Uniti.
Nel video Norman Greenbaum fa il playback della canzone in un paesaggio desertico. Delle ballerine in controluce ballano in cima su un crinale e su di un pontile. Nel video si vede anche un bagnasciuga.

### Classifiche

#### Classifiche settimanali
| Classifica (1970)                         | Posizione massima |
| ----------------------------------------- | ----------------- |
| Australia (Kent Music Report)             | 1                 |
| Austria (Ö3 Austria Top 40)               | 6                 |
| Belgio (Ultratop 50 Fiandre)              | 2                 |
| Canada (RPM Top singles)                  | 9                 |
| Irlanda (IRMA)                            | 1                 |
| Paesi Bassi (Dutch top 40)                | 4                 |
| Paesi Bassi (Single Top 100)              | 3                 |
| Norvegia (VG lista)                       | 2                 |
| Svizzera (Swiss Hitparade)                | 4                 |
| Regno Unito (OCC)                         | 3                 |
| Stati Uniti (Billboard Hot 100)           | 2                 |
| Stati Uniti (Cash Box Hot 100)            | 4                 |
| Germania Ovest (GfK Entertainment charts) | 1                 |

#### Classifiche di fine anno
| Classifica (1970)               | Posizione |
| ------------------------------- | --------- |
| Australia                       | 37        |
| Canada                          | 63        |
| Stati Uniti (Billboard Hot 100) | 16        |
| Stati Uniti (Cash Box 100       | 60        |

## Versione dei Doctor & the Medics
Nel giugno 1986 i Doctor & the Medics hanno fatto una nuova versione del brano.
La canzone è stata certificata con un disco d'argento nel Regno Unito.

### Classifiche
| Classifica (1986)                   | Posizione massima |
| ----------------------------------- | ----------------- |
| Australia (Kent Music Report)]      | 3                 |
| Austria (Ö3 Austria Top 40)         | 1                 |
| Belgio (Ultrapop 50 Fiandre)        | 29                |
| Canada (RPM TOP Singles)            | 1                 |
| Germania (GfK Entertainment charts) | 9                 |
| Irlanda (IRMA)                      | 1                 |
| Nuova Zelanda (Recorded Music NZ)   | 2                 |
| Svezia (Sverigetopplistan)          | 16                |
| Regno Unito (OCC)                   | 1                 |
| Stati Uniti (Bilboard Hot 100)      | 69                |
| Stati Uniti (Hot Dance Club Play)   | 27                |

## Cover
- Dorothy Combs Morrison (1970)
- Bauhaus (1983)
- Doctor & the Medics (1986)
- Fuzzbox (1986)
- Garen Gates (2003)
- Elton John + CCCR (1969) [40]